# 琴平
琴平（ Czempiń），是一座位於波蘭的城市，其人口在2004年時，有5,093人。

## 關聯條目
- 波蘭
- 大波蘭省

52°09′N 16°46′E / 52.150°N 16.767°E